# Ch@tney.nl
Ch@tney.nl is het jongerenprogramma van de Nederlandse hindoeïsme publieke-omroeporganisatie OHM.  Het werd voor het eerst uitgezonden in 2002 Nederland 1.
Het jongerenprogramma heeft als doel taboe-onderwerpen bespreekbaar te maken en de kloof tussen generaties te dichten en tevens jonge hindoes aan de omroep te binden. Het programma is in 2002 bedacht door Frank van Brandwijk, Marijke Schuurman, Kirtie Ramdas en Narsingh Balwantsingh, onder eindredactie van Chander Mathura.